# Yusuf Tunaoğlu
Yusuf Tunaoğlu (* 1946 in Istanbul, Türkei; † 22. Juli 2000 in Kuşadası, Aydın) war ein türkischer Fußballspieler. Er war einer der talentiertesten Spieler des türkischen Fußballs.
Die für einen Spielmacher untypischen Stärken in Form von hohem Tempo und Dribblings und Antrittsschnelligkeit kombinierte der mit beiden Füßen gleich schussstarke Tunaoğlu mit einer stark ausgeprägten Torgefährlichkeit.

## Karriere

### Verein
Nachdem die Leistungsträger Şenol Birol und Birol Pekel  1962 zum Erzrivalen Fenerbahçe Istanbul gewechselt waren, kam Yusuf Tunaoğlu aus der eigenen Jugend mit Sanlı Sarıalioğlu in die 1. Mannschaft von Beşiktaş Istanbul. In der Saison 1962/63 mit nur 17 Jahren setzte er sich gegen seine Mitspieler durch und spielte immer öfter in der ersten Elf. Der damalige Trainer von Besiktas Istanbul, Hakkı Yeten, bezeichnete ihn als das größte Talent des türkischen Fußballs. 1965, bei einem Turnier in Belgien, zog der Offensivspieler die Aufmerksamkeit auf sich, als er durch gute Leistungen überzeugte. Nach dem Turnier bekam Yusuf ein Angebot von RSC Anderlecht. Beide Vereine, Beşiktaş Istanbul und der RSC Anderlecht, einigten sich über die Ablösesumme und er unterschrieb einen Vertrag. Der Vertrag wurde jedoch aufgelöst, als Yusuf Tunaoğlu kurz vor dem Flug nach Belgien einen schweren Verkehrsunfall in alkoholisiertem Zustand am Bosporus hatte.
Mit Besiktas Istanbul gewann er zwei Meisterschaften, einmal den Cumhurbaşkanlıği Kupası. Zwischen 1962 und 1976 bestritt er 172 Süper-Lig-Spiele und erzielte 23 Tore. Durch seine Alkoholkrankheit blieb ihm eine große Karriere verwehrt.
1974 musste er Beşiktaş Istanbul verlassen, weil der Vorstand der Meinung war, er bringe Unruhe in die Mannschaft. Schließlich wurde er an Altay İzmir ausgeliehen. In der Saison 1973/74 spielte Yusuf eine überragende Saison bei Altay İzmir und versetzt im Spiel gegen seinen Heimatklub Besiktas Istanbul Inönü-Stadion in Schock, als er die ganze Beşiktaş-Abwehr ausspielte und den Ball einschoss. Das Spiel endete 0:1 für Altay Izmir. Nach der Saison beschloss Beşiktaş, ihn wieder zurückzuholen. Nach der Spielzeit 1975/76 beendete er mit nur 30 Jahren seine Karriere. Nach seiner aktiven Laufbahn trainierte er die diverse Jugendmannschaften von Beşiktaş Istanbul und wurde Bestandteil der Klubinfrastruktur.

### Nationalmannschaft
Für die Türkei war Tunaoğlu sechsmal am Ball. Zuvor spielte er bereits in den Juniorennationalteams der Türkei. Mit der U18 nahm Tunaoğlu 1964 an einem UEFA-Juniorenturnier, dem Vorläufer der späteren Europameisterschaft, teil. Im Turnierverlauf kam er zu einem Treffer, die Mannschaft schied schließlich gegen den späteren Finalteilnehmer Spanien mit 0:1 aus. Bald darauf, am 1. November 1964, kam der Offensivspieler zu seinem Debüt in der A-Elf. Im Freundschaftsspiel gegen Tunesien stand der damalige Youngster in der Startelf der Türkei und spielte beim 4:1-Sieg durch. Zu seinem größten Erfolg mit der Landesauswahl gehört der Gewinn der ECO-Cups 1969. Dabei kam Tunaoğlu jedoch nur zu einem Kurzeinsatz, als er beim 4:0-Sieg gegen den Iran auflaufen durfte. Sein letztes Spiel absolvierte Tunaoğlu im EM-Qualifikationsspiel am 22. September 1971 gegen Polen.

## Erfolge

### Verein
- Türkischer Meister mit Beşiktaş Istanbul: 1966, 1967
- TSYD Kupası mit Beşiktaş Istanbul: 1965, 1966, 1972, 1973
- Türkiye Süper Kupası mit Beşiktaş Istanbul: 1967

### Nationalmannschaft
- ECO-Cup: 1969

## Nach der aktiven Laufbahn
Sein Lebenswandel ließ ihn in Depressionen verfallen, die zu Übergewicht führten. Beides führte dazu, dass er nicht mehr für große Klubs auflief.
Seine Schwäche für Frauen und das Nachtleben von Istanbul führten dazu, dass er immer mehr dem Alkoholismus verfiel, der den Karrierelauf nachhaltig negativ beeinflusste und schließlich zu seinem frühen Tod im Alter von nur 54 Jahren führte. Er starb am 22. Juli 2000 in einem Hotel in Kuşadası völlig verarmt durch einen Herzinfarkt.